# William Macready
William Charles Macready, född 3 mars 1793, död 27 april 1873, var en brittisk skådespelare och teaterledare.
Macreade spelade från 1810 i landsorten och från 1816 i London, där han omväxlande på Covent Garden-teatern och Drury Lane Theatre, vilka han senare under olika perioder även ledde, till 1851 framträdde som en överlägsen, mot romantikens övertrifter kritisk tolk av Shakespeares stora karaktärer som Hamlet, Coriolanus, Kung Lear, Macbeth, Othello, Prospero i Stormen, Leontes i En vintersaga, Kung Johan, Richard III, Kardinal Wolsey i Henrik VIII och Shylock i Köpmannen i Venedig. Macreadys Reminiscences utkom 1875.